# Sân bay Parma

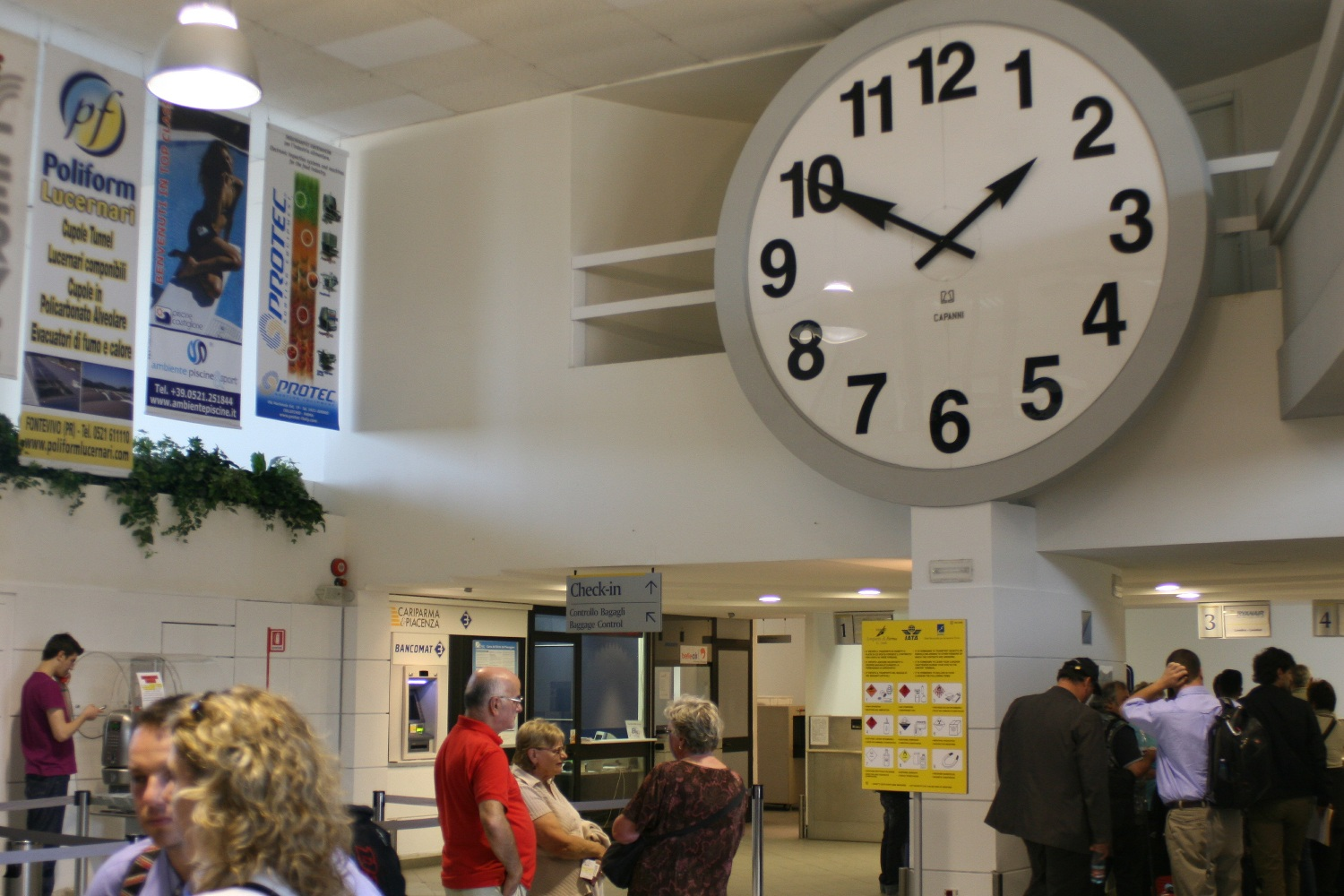
Sân bay Parma

Sân bay Parma (IATA: PMF, ICAO: LIMP) (tiếng Ý: Aeroporto di Parma) là một sân bay cách Parma 2,6 km về phía tây bắc, vùng Emilia Romagna của Italia. Sân bay này được khai trương ngày 5 tháng 5 năm 1991 và đặt tên theo Giuseppe Verdi.

## Các hãng hàng không và các tuyến điểm
- Air Alps (Perugia)
- Alitalia
  - operated by Alitalia Express (Olbia, Rome-Fiumicino)
- Cimber Air (Odense)
- Ryanair (London-Stansted)